# Chiesa di Santa Maria Assunta e San Cristoforo
La chiesa arcipretale di Santa Maria Assunta e San Cristoforo, nota anche con il titolo di duomo, è la principale parrocchiale di Viadana, in provincia di Mantova e diocesi di Cremona; fa parte della zona pastorale 5.

## Storia
Probabilmente già nell'VIII secolo era esistente un oratorio con dedica a san Cristoforo, che sarebbe poi rimasto successivamente come contitolare.
Dalle Rationes decimarum del 1404 si apprende che la chiesa dipendeva dalla pieve di Casalmaggiore; all'inizio del XVI secolo ricevette la visita del vescovo Gerolamo Trevisano.
Nel 1522 iniziò la costruzione del nuovo luogo di culto, ma i lavori vennero poi interrotti, per poi essere ripresi nel 1567 sotto la direzione dell'architetto Pompeo Pedemonte, che aveva redatto il progetto; tra l'altro, l'anno prima, nel 1566, i Gonzaga, signori della zona, avevano cercato, senza successo, di far annettere la parrocchia alla diocesi di Mantova.
Nella relazione della visita pastorale del 1601 del vescovo Cesare Speciano si legge che alla cura d'anime erano preposti il parroco, tre sacerdoti coadiutori e un subdiacono, che la parrocchiale aveva come filiali gli oratori dell'Annunciata e della Santissima Trinità e la chiesetta di Sant'Agata; grazie ad ulteriori documenti del suddetto vescovo si conosce che all'epoca il vicariato di Viadana comprendeva, oltre alle tre parrocchie viadanesi, anche quelle di Cigognara, Cogozzo, Correggio Verde, Dosolo, Salina, Cavallara, Portiolo, Pomponesco, San Matteo delle Chiaviche e Villastrada.
Nel 1810 il vescovo Omobono Offredi, compiendo la sua visita, annotò che nel vicariato erano inserite quattro parrocchie viadanesi e quelle di Buzzoletto, Cavallara, Cicognara, Cogozzo, Correggioverde, Dosolo, Pomponesco, Salina, San Matteo delle Chiaviche e Villastrada.
Nel 1858 partirono i lavori di ampliamento e di rifacimento della chiesa, i quali terminarono poi nel 1887 con la consacrazione del luogo di culto.
Un ampio intervento di restauro interessò nel 1998 le coperture della chiesa, la facciata e gli interni; successivamente, nel 2009 venne consacrato dal vescovo Dante Lafranconi il nuovo altare postconciliare.

## Descrizione

### Esterno
La facciata a salienti della chiesa, rivolta a sudovest, è suddivisa da una cornice marcapiano in due registri; quello inferiore, scandito da sei lesene scanalate con capitelli ionici, presenta centralmente il portale d'ingresso lunettato e ai lati i due ingressi secondari timpanato e altrettante finestre, mentre quello superiore è caratterizzato dal rosone con sovrastante arco a tutto sesto e coronato dal frontone di forma triangolare.
Vicino alla parrocchiale si erge il campanile a pianta quadrata, la cui cella presenta su ogni lato una monofora a tutto sesto ed è coronata dalla cupoletta poggiante sulla lanterna.

### Interno
L'interno dell'edificio, la cui pianta è a croce latina, si compone di tre navate, separate da pilastri con capitelli dorici sorreggenti degli archi a tutto sesto, sopra i quali corre la trabeazione aggettanti e modanata su cui si impostano le volte; al termine dell'aula si sviluppa il presbiterio, rialzato di alcuni gradini, delimitato da balaustre e chiuso dall'abside a tre lati.
Qui sono conservate diverse opere di pregio, tra le quali la pala con soggetto la Maddalena, attribuita al veneto Paolo Piazza, la tela raffigurante i Santa Lucia e Omobono, eseguita nel 1546 da Alessandro Bedoli, il rilievo ritraente la Deposizione di Nostro Signore, risalente al XV secolo, e il dipinto dell'Assunta, realizzato da Giovanni Tassinari nel 1614.